# Parma (género)
Parma es un género de peces de la familia Pomacentridae en el orden de los Perciformes.

## Especies
Las especies de este género son:
- Parma alboscapularis Allen & Hoese, 1975
- Parma bicolor Allen & Larson, 1979
- Parma kermadecensis Allen, 1987
- Parma mccullochi Whitley, 1929
- Parma microlepis Günther, 1862
- Parma occidentalis Allen & Hoese, 1975
- Parma oligolepis Whitley, 1929
- Parma polylepis Günther, 1862
- Parma unifasciata (Steindachner, 1867)
- Parma victoriae (Günther, 1863)